# Kup Županijskog nogometnog saveza Županije Hercegbosanske
Kup Županijskog nogometnog saveza Županije Hercegbosanske je nogometno kup-natjecanje za klubove s prostora Županijskog nogometnog saveza Županije Hercegbosanske (ŽNS ŽHB) sa sjedištem u Livnu. Pobjednik kupa ostvaruje plasman u 1. kolo Nogometnog kupa Federacije BiH,  izlučnog natjecanja za popunu Nogometnog kupa Bosne i Hercegovine.
Pravo nastupa u Kupu ŽNS ŽHB imaju članovi saveza koji igraju u Drugoj ligi FBiH – Jug i Međužupanijskoj ligi HBŽ i ZHŽ. Od sezone 2020./21. Kup se igra u dvije skupine, a pobjednici skupina igraju finale na jednu utakmicu. U nekim ranijim sezonama kup se igrao u drugom formatu ili se uopće nije igrao

## Dosadašnje završnice
(popis nepotpun)
| Sezona    | Mjesto             | Pobjednik                 | Rezultat           | Poraženi              | Izvor              |
| --------- | ------------------ | ------------------------- | ------------------ | --------------------- | ------------------ |
| 2012./13. | nije igrano finale | nije igrano finale        | nije igrano finale | nije igrano finale    | nije igrano finale |
| 2013./14. | Bilo Polje, Podhum | HNK Tomislav Tomislavgrad | 5:0                | NK Kamešnica Podhum   |                    |
| ...       |                    |                           |                    |                       |                    |
| 2020./21. | Košute, Uskoplje   | HNK Sloga Uskoplje        | 5:0                | NK Kamešnica Podhum   | [ 3 ]              |
| 2021./22. | GS Tomislavgrad    | HNK Sloga Uskoplje        | 2:1                | NK Troglav 1918 Livno | [ 4 ]              |
| 2022./23. | Bilo Polje, Podhum | HNK Sloga Uskoplje        | 3:1                | NK Kamešnica Podhum   | [ 5 ]              |
| 2023./24. | Zgona, Livno       | NK Troglav 1918 Livno     | 2:1                | NK Kamešnica Podhum   | [ 6 ]              |

## Vanjske poveznice
- ŽNS ŽHB - Županijski nogometni savez Županije Hercegbosanske